# Michael Jai White

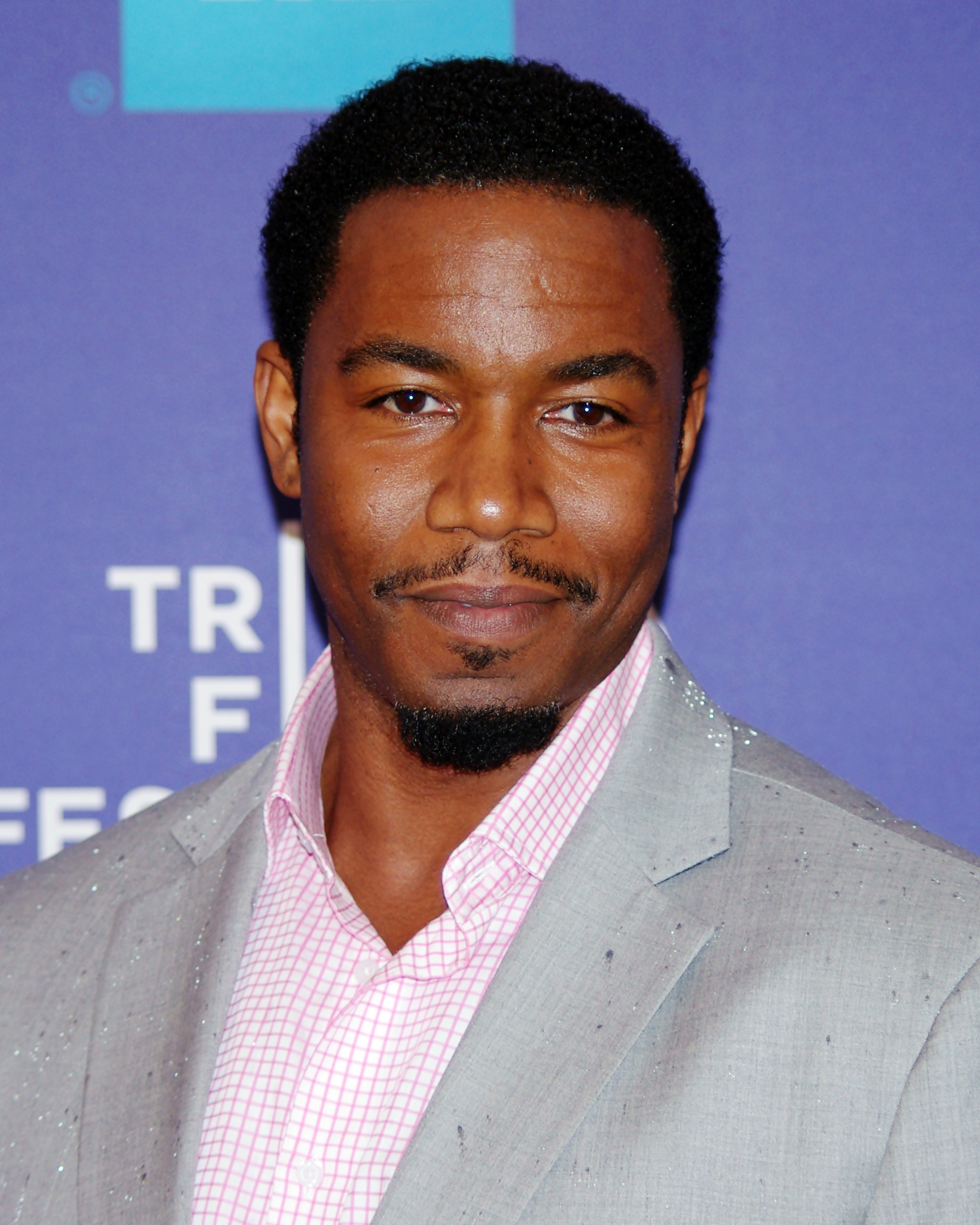
Michael Jai White (2012)

Michael Richard Jai White (* 10. November 1967 in Brooklyn, New York City) ist ein US-amerikanischer Stuntkoordinator, Schauspieler und Regisseur. Er tritt als Schauspieler überwiegend in Martial-Arts-Filmen auf. Der mehrmalige Karate-Champion war unter anderem für Kampfszenen in verschiedenen Steven-Seagal- und Jean-Claude-Van-Damme-Filmen verantwortlich.

## Leben und Wirken
White ist ein Kampfkünstler in neun verschiedenen Stilen: Shōtōkan, Goju-Ryu, Taekwondo, Kobudō, Tang Soo Do, Wushu, Jujutsu, Kyokushin und Boxen. Mit einem besonderen Schwerpunkt im Kyokushin-Karate (obwohl sein Stil Aspekte vieler verschiedener Kampfkunstformen beinhaltet). White begann im Alter von vier Jahren mit dem Training der Kampfkünste im Jujutsu. Als Nächstes beschäftigte er sich mit Shōtōkan und wechselte später zu anderen Stilen. White besitzt sieben legitime schwarze Gürtel im Kyokushin-Karate, Goju-Ryu-Karate, Shotokan-Karate, Taekwondo, Tang Soo Do, Kobudo und Wushu.
White ist ein ehemaliger Sonderpädagoge und unterrichtete drei Jahre lang Schüler mit Verhaltensproblemen.
Die Karriere im Filmgeschäft begann er als Statist in Actionfilmen wie Atomic Hero 2 Ende der 1980er Jahre. Auch in den frühen 1990er Jahren war er in Nebenrollen zu sehen, so etwa in Roland Emmerichs Universal Soldier. Größere Rollen spielte er neben Alec Baldwin in Thick as Thieves sowie in City of Industry (1997). Seine erste Hauptrolle bekam er 1995 für eine Fernsehverfilmung über den Boxer Mike Tyson. Seine erste Kinohauptrolle hatte Michael Jai White in der Comicverfilmung Spawn. Es folgten jedoch zumeist weitere Nebenrollen, zudem trat er auch in verschiedenen Fernsehserien auf, so etwa in einer Episode von Boston Public oder CSI: Miami. Sein Auftritt in Kill Bill – Volume 2, wo er gegen Bill mit einem Schwert kämpft und getötet wird, wurde aus dem Film herausgeschnitten und ist nur in den Extras auf DVD zu sehen. Sein schauspielerisches Schaffen umfasst mehr als 120 Produktionen.
Im Jahre 2010 gab er mit der Inszenierung des Actionfilms The Fighters 2: The Beatdown (Never Back Down 2) sein Debüt als Regisseur. 2016 drehte er auch die Fortsetzung The Fighters 3: No Surrender. Mit Outlaw Johnny Black (2023) inszenierte er einen Western, bei dem er neben der Hauptrolle auch das Drehbuch verantwortlich zeichnete.
Seit 1992 lebt er in Los Angeles.

## Filmografie (Auswahl)
- 1989: Atomic Hero 2 (The Toxic Avenger Part II)
- 1991: Turtles II – Das Geheimnis des Ooze
- 1991: Der große Blonde mit dem schwarzen Fuß (True Identity)
- 1992: Universal Soldier
- 1995: Tyson (Fernsehfilm)
- 1996: 2 Tage in L. A. (2 Days in the Valley)
- 1997: Spawn
- 1997: City of Industry
- 1999: The Last Bandit
- 1999: Meuterei in Port Chicago (Mutiny, Fernsehfilm)
- 1999: Universal Soldier – Die Rückkehr (Universal Soldier – The Return)
- 2001: Exit Wounds – Die Copjäger (Exit Wounds)
- 2004: Silver Hawk (Fei ying)
- 2006: Undisputed 2 (Undisputed II: Last Man Standing)
- 2007: Auch Liebe macht mal Ferien (Why Did I Get Married?)
- 2008: The Dark Knight
- 2008: The Legend of Bruce Lee
- 2009: Black Dynamite
- 2009: Blood and Bone
- 2010: Mortal Kombat: Rebirth
- 2010: Auch Liebe macht mal Ferien 2 (Why Did I Get Married Too?)
- 2011: The Fighters 2: The Beatdown (Never Back Down 2)
- 2011: Tactical Force
- 2011–2014: For Better or Worse (Fernsehserie, 104 Folgen)
- 2012: The Philly Kid – Never Back Down (The Philly Kid)
- 2012–2014: Metal Hurlant Chronicles (Fernsehserie, 2 Folgen)
- 2013–2014: Arrow (Fernsehserie, 10 Folgen)
- 2014: Android Cop
- 2014: Falcon Rising
- 2014: Skin Trade
- 2015: Chain of Command (Echo Effect)
- 2016: The Fighters 3: No Surrender (Never Back Down: No Surrender)
- 2016: The Asian Connection
- 2016: L.A. Outlaws - Die Gesetzlosen
- 2017: Making a Killing
- 2017: S.W.A.T.: Unter Verdacht (S.W.A.T.: Under Siege)
- 2017: Accident Man
- 2018: Dragged Across Concrete
- 2019: Triple Threat
- 2019: The Hard Way
- 2021: Black Friday – Überlebenschance stark reduziert! (Black Friday)
- 2022: The Commando – Nur einer wird überleben (The Commando)
- 2022: As good as dead
- 2023: Outlaw Johnny Black (auch Regie und Drehbuch)
- 2024: One More Shot

## Auftritte in Musikvideos
- 2002: Busta Rhymes ft Mariah Carey: I Know What You Want
- 2010: Nicki Minaj: Your Love